# Anarquía inglesa
La Anarquía inglesa, conocida también como la Anarquía (en inglés, The Anarchy), fue una guerra civil en Inglaterra y Normandía entre 1135 y 1153 que dio paso a un desplome generalizado de la ley y el orden. Fue una crisis de sucesión provocada por la muerte accidental de Guillermo Adelin, único hijo legítimo de Enrique I, en un naufragio en 1120. Los intentos del rey de instalar a su hija Matilde como su sucesora no tuvieron éxito; a su muerte el 1 de diciembre de 1135, su sobrino Esteban de Blois se apoderó del trono inglés con la ayuda de su hermano Enrique de Blois, obispo de Winchester. Los primeros años del reinado de Esteban estuvieron marcados por feroces combates con los barones ingleses, los líderes galeses rebeldes y los invasores escoceses. Después de una gran sublevación en el suroeste de Inglaterra, Matilde lo invadió en 1139 con la ayuda de su medio hermano Roberto de Gloucester.
Ninguno de los bandos logró una ventaja decisiva durante los primeros años de la guerra; Matilde llegó a controlar el sudoeste de Inglaterra y gran parte del valle del Támesis, mientras que Esteban mantuvo el control del sudeste. Los castillos de la época eran fácilmente defendibles y gran parte de la lucha era de carácter desgastante, ya que comprendía asedios, incursiones y escaramuzas entre ejércitos de caballeros y soldados de infantería, muchos de ellos mercenarios. En 1141, Esteban fue capturado después de la batalla de Lincoln, lo que causó el colapso de su autoridad sobre la mayor parte del país. Sin embargo, a punto de ser coronada reina, Matilde se vio forzada a retirarse de Londres por multitudes hostiles; poco después, Roberto de Gloucester fue hecho prisionero en el tumulto de Winchester y ambos bandos acordaron intercambiar a sus respectivos cautivos. Esteban casi capturó a su rival en 1142 durante el asedio de Oxford, pero ella se escapó del castillo de Oxford a través del congelado Támesis.
La guerra se prolongó varios años más. El consorte de Matilde, Godofredo V de Anjou, conquistó Normandía, pero en Inglaterra ninguno de los dos bandos pudo alcanzar la victoria. Los barones rebeldes comenzaron a acumular cada vez más poder en el norte de Inglaterra y en Anglia Oriental, con una devastación generalizada en las zonas donde se libraron combates importantes. En 1148, Matilde regresó a Normandía y dejó la campaña en Inglaterra en manos de su hijo Enrique FitzEmpress. Esteban intentó sin éxito que su propio vástago Eustaquio fuese reconocido por la Iglesia como el próximo rey. A principios de los años 1150, los barones y la Iglesia en su mayoría querían la paz a largo plazo.
Cuando Enrique FitzEmpress volvió a invadir Inglaterra en 1153, las fuerzas de ambas facciones no estaban dispuestas a luchar. Después de una campaña limitada y el asedio de Wallingford, Esteban y Enrique acordaron una paz negociada, el Tratado de Wallingford, en el que se reconoció al segundo como el heredero. Esteban murió al año siguiente y Enrique FitzEmpress (ya Enrique II) ascendió al trono como el primer rey angevino de Inglaterra, quien emprendió un largo período de reconstrucción. Los cronistas describieron el período de la guerra civil como uno en el que «Cristo y sus santos estaban dormidos» y los historiadores victorianos nombraron al conflicto «la Anarquía» debido al caos, aunque los estudiosos modernos han cuestionado la precisión del término y de algunos relatos contemporáneos.

## Antecedentes

### ElBarco Blanco

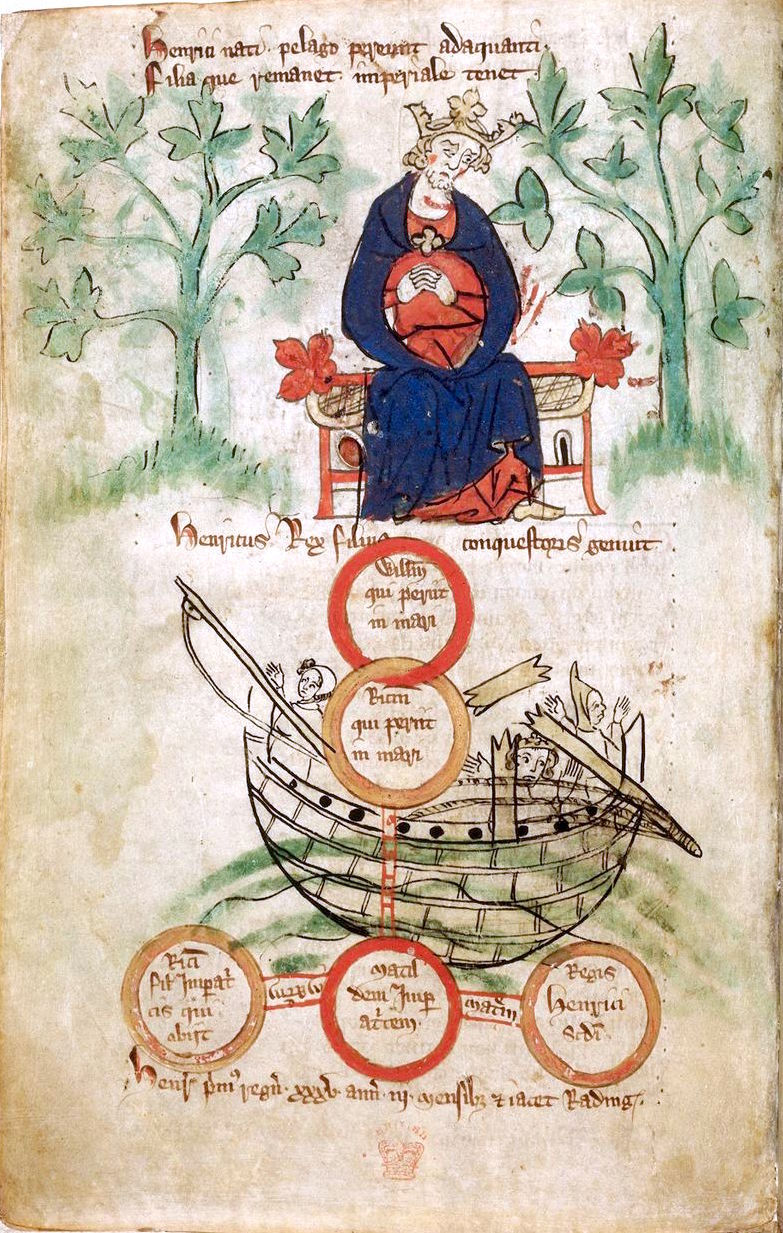
Enrique I llora la muerte de su hijo Guillermo Adelin en el Barco Blanco. Ilustración de principios del.

El origen de «la Anarquía» fue una crisis de sucesión que involucró Inglaterra y Normandía. En los siglos XI y XII, el noroeste de Francia estaba controlado por varios duques y condes, frecuentemente en conflicto entre sí por tierras valiosas. En 1066, uno de estos hombres, el duque Guillermo II de Normandía (en Inglaterra conocido como Guillermo I «el Conquistador»), lideró un ejército para conquistar el rico reino anglosajón de Inglaterra y avanzó hacia el norte del país y el sur de Gales en los siguientes años. La división y el control de estas tierras después de la muerte de Guillermo I resultaron problemáticas y sus hijos lucharon en múltiples guerras por el botín. Su hijo Enrique I tomó el poder después del fallecimiento de su hermano mayor Guillermo Rufo y posteriormente invadió y conquistó el ducado de Normandía, controlado por su hermano mayor Roberto Curthose, quien fue derrotado en la batalla de Tinchebray. Enrique I pretendía que sus tierras fueran heredadas por su único hijo legítimo, Guillermo Adelin, de diecisiete años.
En 1120, el panorama político cambió drásticamente cuando el Barco Blanco se hundió cuando navegaba desde el puerto de Barfleur a Inglaterra; murieron alrededor de trescientos pasajeros, entre ellos Adelin. Con el príncipe heredero muerto, la sucesión al trono inglés quedó en entredicho. Las reglas de herencia en la Europa Occidental en ese momento eran inciertas; en algunas partes de Francia, la primogenitura masculina —en la cual el hijo mayor heredaba el título— se había vuelto muy popular. En otras partes de Europa, como Normandía e Inglaterra, la tradición era dividir las tierras: el hijo mayor tomaba las tierras patrimoniales —generalmente consideradas como las más valiosas— y los menores quedaban con particiones o fincas más pequeñas o recientemente adquiridas. El problema se complicó aún más por la serie de sucesiones anglonormandas inestables durante los sesenta años anteriores, ya que no hubo ninguna pacífica y sin oposición.
De esta manera, Enrique I solo tenía una hija legítima, Matilde, pero los derechos femeninos sobre la herencia no estaban claros durante este período. A pesar de que Enrique I tomó una segunda esposa, Adela de Lovaina, era cada vez más improbable que tuviera otro hijo varón legítimo y, en cambio, miraba a su hija como su pretendida heredera. Matilde obtuvo el título de emperatriz del Sacro Imperio por matrimonio con el emperador teutón Enrique V, pero su consorte murió en 1125 y ella se volvió a casar en 1128 con Godofredo V, conde de Anjou, cuyas tierras limitaban con el ducado de Normandía. Godofredo V era impopular entre la élite anglonormanda: al ser un gobernante angevino, era enemigo tradicional de los normandos. Al mismo tiempo, las tensiones escalaron como resultado de las políticas internas de Enrique I, en particular la pesada recaudación tributaria para costear sus guerras. Sin embargo, el poder de la personalidad y reputación del rey inglés contuvieron el conflicto.
Enrique I intentó establecer una base de apoyo político para su hija tanto en Inglaterra como en Normandía y exigió que su corte prestara juramento, primero en 1127 y luego en 1128 y 1131, para reconocerla como sucesora inmediata y a sus descendientes como legítimos gobernantes a la muerte de ella. No obstante, las relaciones entre Enrique I y su hija se tornaron cada vez más tensas hacia el final de la vida del rey. Matilde y Godofredo V sospechaban que carecían de apoyo genuino en Inglaterra y propusieron al rey en 1135 que debía entregar los castillos reales en Normandía a su hija mientras aún vivía e insistían en que la nobleza normanda le jurase fidelidad. Esto habría dado a la pareja una posición mucho más poderosa después de la muerte de Enrique I, pero el rey rechazó enfurecido la idea, probablemente por la preocupación de que Godofredo V intentaría hacerse con el poder en Normandía antes de lo previsto. Una nueva rebelión estalló en el sur de Normandía y la pareja intervino militarmente en nombre de los rebeldes. En medio de esta confrontación, Enrique I enfermó inesperadamente y murió cerca de Lyons-la-Forêt.

### Sucesión

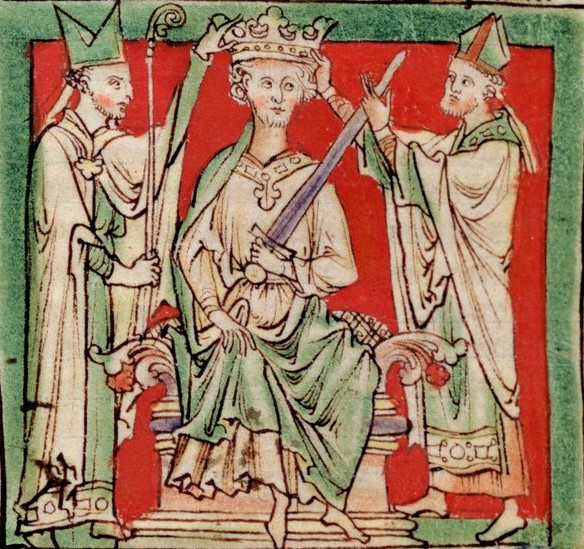
Coronación de Esteban. Miniatura de Historia Anglorum por Mateo de París (c.).

Después de la muerte de Enrique I, el trono inglés no fue ocupado por su hija Matilde, sino por Esteban de Blois, lo que finalmente desató una guerra civil. Esteban era hijo de Esteban II Enrique de Blois —uno de los poderosos condes del norte de Francia— y Adela de Normandía, hija de Guillermo II de Normandía. Esteban y Matilde eran primos hermanos. Sus padres se aliaron con Enrique I, mientras que Esteban, como hijo menor sin tierras propias, fue cortesano del rey inglés, viajaba como parte de su comitiva y servía en sus campañas. A cambio recibió tierras y se casó en 1125 con Matilde de Boulogne, heredera del conde Eustaquio III, que poseía el importante puerto continental de Boulogne y vastas propiedades en el noroeste y el sudeste de Inglaterra. Hacia 1135, Esteban ya era una figura bien establecida en la sociedad anglonormanda, en tanto que su hermano menor Enrique de Blois también había ascendido en la jerarquía eclesiástica, ocupaba el cargo de obispo de Winchester y era el segundo hombre más rico de Inglaterra después del rey. Enrique de Blois estaba ansioso por revertir lo que percibía como una intromisión de los reyes normandos en los asuntos eclesiásticos.
Cuando comenzaron a extenderse las noticias de que Enrique I había muerto, muchos de los posibles reclamantes del trono no estaban en condiciones de responder. Godofredo V y Matilde estaban en Anjou en una facción improvisada con los rebeldes en su campaña contra el ejército real, que incluía a varios partidarios como Roberto de Gloucester. Muchos de estos barones habían jurado permanecer en Normandía hasta que el difunto monarca fuese enterrado adecuadamente, lo que les impidió regresar a Inglaterra. No obstante, la pareja aprovechó la oportunidad para marchar hacia el sur de Normandía y apoderarse de varios castillos clave; allí se detuvieron, incapaces de avanzar más. El hermano mayor de Esteban, Teobaldo, quien había sucedido a su padre en el condado, estaba aún más al sur, en Blois. Sin embargo, Esteban se encontraba convenientemente ubicado en Boulogne y, cuando fue informado del fallecimiento, partió a Inglaterra, acompañado de sus militares. Roberto de Gloucester había guarnecido los puertos de Dover y Canterbury, aunque algunas versiones sugieren que impidieron la entrada de Esteban cuando llegó por primera vez. No obstante, probablemente desembarcó en su propia finca en las afueras de Londres el 8 de diciembre y, durante la semana siguiente, comenzó a tomar el poder en Inglaterra.
Las multitudes en Londres reclamaron el derecho tradicional de elegir al rey de Inglaterra y proclamaron a Esteban como tal, con la esperanza de que otorgaría a la ciudad nuevos derechos y privilegios a cambio. Enrique de Blois dio su apoyo en nombre de la Iglesia: Esteban pudo avanzar a Winchester, donde Roger, quien era tanto el obispo de Salisbury como el lord canciller, ordenó que el tesoro real le fuera entregado. El 15 de diciembre, Enrique presentó un acuerdo según el cual Esteban otorgaría amplias libertades y derechos a la Iglesia, a cambio de que el arzobispo de Canterbury y el legado papal apoyaran su reclamo del trono. Estaba el problema del juramento religioso que Esteban había prestado para apoyar a Matilde, pero Enrique argumentó convincentemente que el difunto rey inglés se había equivocado al insistir en que su corte tomara el juramento. Además, Enrique I solo había insistido en tal juramento para proteger la estabilidad del reino y, a la luz del caos que entonces podría sobrevenir, Esteban estaría justificado al ignorarlo. Enrique también pudo convencer a Hugo Bigod, mayordomo real del difunto monarca, de que jurara que Enrique I había cambiado de opinión sobre la sucesión en su lecho de muerte y había elegido a Esteban en su lugar. La coronación se celebró una semana después en la abadía de Westminster el 22 de diciembre.
Mientras tanto, la nobleza normanda se reunió en Le Neubourg para discutir la posibilidad de declarar rey a Teobaldo, probablemente después de saber que Esteban reunía apoyo en Inglaterra. Los normandos argumentaron que el conde, como nieto mayor de Guillermo I «el Conquistador», contaba con más derecho que Matilde para gobernar el Reino de Inglaterra y el ducado de Normandía. Teobaldo se reunió con los barones normandos y Roberto de Gloucester en Lisieux el 21 de diciembre, pero sus conversaciones se vieron interrumpidas por las repentinas noticias llegadas desde Inglaterra de que la coronación de Esteban iba a celebrarse al día siguiente. Teobaldo ya había aceptado la propuesta de los normandos, pero con la sucesión de eventos vio que su apoyo se desvanecía inmediatamente: los barones no estaban preparados para permitir la división de Inglaterra y Normandía al oponerse a Esteban, quien posteriormente compensó financieramente a Teobaldo y este, a cambio, permaneció en Blois y apoyó a su hermano.

## Camino a la guerra civil

### Nuevo régimen
Esteban intervino en el norte de Inglaterra inmediatamente después de su coronación. David I de Escocia —hermano de la primera reina de Enrique I y tío materno de Matilde— invadió el norte tras la noticia de la muerte de su cuñado y ocupó Carlisle, Newcastle y otras fortalezas clave. El norte de Inglaterra era un territorio en disputa en ese momento y los reyes escoceses reclamaban tradicionalmente Cumberland; David I también pretendía Northumbria en virtud de su matrimonio con la hija del exconde anglosajón Waltheof. Esteban marchó rápidamente hacia el norte con un ejército y se encontró con David I en Durham. Se llegó a un acuerdo según el cual el rey escocés devolvería la mayor parte del territorio que había ocupado, con excepción de Carlisle. A cambio, Esteban confirmó las posesiones inglesas del hijo de David I, el príncipe Enrique, como el condado de Huntingdon.
Al regresar al sur, Esteban celebró su primera corte real en la Pascua de 1136. Varios nobles se reunieron en Westminster para el evento, entre ellos muchos de los barones anglonormandos y la mayoría de los altos funcionarios de la Iglesia. Esteban emitió una nueva carta real en la que confirmaba las promesas que había hecho a la Iglesia, así como que revertiría las políticas de su antecesor sobre los bosques reales y reformaría cualquier abuso del sistema legal real. Se describió a sí mismo como el sucesor natural de las políticas de Enrique I y reconfirmó los siete condados existentes a sus poseedores. La corte en Pascua fue un evento lujoso y se gastó mucho en ropa, regalos y el evento en sí. Esteban repartió concesiones de tierras y favores a los presentes y dotó a numerosas fundaciones eclesiásticas de tierras y privilegios. Sin embargo, su derecho al trono aún tenía que ser ratificado por el papa y Enrique de Blois aparentemente era el responsable de asegurar que los testimonios de apoyo fuesen enviados tanto por el hermano mayor de Esteban, Teobaldo, como por el rey francés Luis VI, para quien Esteban representaba un balance útil contra el poder angevino en el norte de Francia. El papa Inocencio II lo confirmó como rey por carta más tarde ese año y los asesores de Esteban la difundieron por el reino para demostrar su legitimidad en el trono.

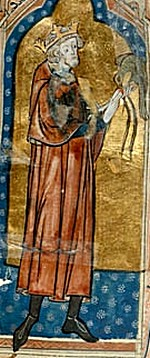
Esteban con un ave de caza. Miniatura del.

Los problemas continuaron en el reino. Después de la victoria galesa en la batalla de Llwchwr en enero de 1136 y la exitosa emboscada de Richard FitzGilbert de Clare en abril, el sur de Gales se alzó en rebelión, primero en Glamorgan oriental y luego rápidamente por el resto el territorio durante 1137. Owain Gwynedd y Gruffydd ap Rhys lograron adueñarse de territorios considerables, como el castillo de Carmarthen. En respuesta, Esteban envió a Gales al hermano de Richard, Baldwin, y al marcher lord Robert FitzHarold de Ewyas para pacificar la región. Ninguna de las misiones tuvo particularmente éxito y, hacia fines de 1137, el rey pareció haber abandonado los intentos de sofocar la rebelión. El historiador David Crouch sugirió que Esteban efectivamente «se retiró de Gales» alrededor de este tiempo para concentrarse en otros problemas. Mientras tanto, el rey había sofocado dos revueltas en el sudoeste dirigidas por Balduino de Redvers y Roberto de Bampton; el primero fue liberado después de su captura y se fue a Normandía, donde se convirtió en ferviente crítico de Esteban.
Godofredo V de Anjou invadió Normandía a principios de 1136 y, después de una tregua temporal, continuó la ocupación nuevamente ese mismo año y atacó y quemó propiedades en lugar de administrar el territorio. Los acontecimientos en Inglaterra impidieron que Esteban pudiera viajar al ducado, así que Galerano de Beaumont —nombrado teniente de Normandía por el rey inglés— y Teobaldo lideraron los esfuerzos para enfrentar a Godofredo V. Esteban regresó al ducado en 1137, donde se reunió con su hermano y Luis VI para acordar una alianza regional informal, probablemente intermediada por Enrique de Blois, para contrarrestar el creciente poder angevino en la región. Como parte de este acuerdo, Luis VI reconoció al hijo de Esteban, Eustaquio, como el duque de Normandía a cambio que le jurara lealtad. Sin embargo, Esteban tuvo poco éxito en la recuperación de la provincia de Argentan a lo largo de la frontera de Normandía y Anjou, que Godofredo V había tomado a fines de 1135. Esteban formó un ejército para retomarlo, pero las fricciones entre sus fuerzas mercenarias flamencas dirigidas por Guillermo de Ypres y los barones normandos locales dieron paso a una batalla entre las dos mitades de su ejército. Las fuerzas normandas luego desertaron del rey inglés, lo que le obligó a renunciar a su campaña. Acordó otra tregua con Godofredo V y le prometió pagar dos mil marcos anuales a cambio de la paz en las fronteras normandas.
Los primeros años de Esteban como rey pueden interpretarse de diferentes maneras. Desde una perspectiva positiva, estabilizó la frontera norte con Escocia, contuvo los ataques de Godofredo V contra Normandía, estuvo en paz con Luis VI, disfrutó de buenas relaciones con la Iglesia católica y contó con el amplio apoyo de sus barones. Sin embargo, hubo importantes problemas sin resolver. El norte de Inglaterra estaba ahora controlado por David I y el príncipe Enrique, se había abandonado Gales, los combates en Normandía habían desestabilizado considerablemente al ducado y un número creciente de barones consideraba que Esteban no les había otorgado las tierras ni los títulos que consideraban merecidos o se les debía. También se había quedado rápidamente sin dinero: el gran tesoro de Enrique I había sido vaciado en 1138 debido a los costos de dirigir la lujosa y generosa corte de Esteban y la necesidad de reclutar y mantener sus ejércitos mercenarios en combate en Inglaterra y Normandía.

### Primeros enfrentamientos
La lucha estalló en varios frentes durante 1138. Primero, Roberto de Gloucester se rebeló contra el rey inglés y la situación degeneró en una guerra civil en Inglaterra. Hijo ilegítimo de Enrique I y hermanastro de Matilde, Roberto era uno de los barones anglonormando más poderosos y controlaba propiedades en Normandía, como el condado de Gloucester. En 1138, renunció a su lealtad a Esteban y declaró su apoyo a Matilde, lo que desencadenó una sublevación regional en Kent y el sudoeste de Inglaterra, aunque Roberto permanecía en Normandía. Matilde no había sido particularmente activa en afirmar sus derechos al trono desde 1135 y, en muchos sentidos, Roberto fue quien tomó la iniciativa al declarar la guerra en 1138. En Francia, Godofredo V de Anjou aprovechó la situación para volver a invadir Normandía. David I de Escocia también ocupó el norte de Inglaterra una vez más y anunció que apoyaba el reclamo de su sobrina Matilde al trono inglés, mientras avanzaba al sur hacia Yorkshire.
En respuesta a las revueltas y las invasiones, Esteban emprendió rápidamente varias campañas militares y se centró en Inglaterra en lugar de Normandía. Su esposa Matilde fue enviada a Kent con barcos y recursos de Boulogne, con la tarea de retomar el puerto clave de Dover, bajo el control de Roberto. Un pequeño número de los caballeros domésticos de Esteban se enviaron al norte para ayudar en la lucha contra los escoceses, donde las fuerzas de David I fueron derrotadas más tarde en agosto en la batalla del Estandarte por las fuerzas de Thurstan, arzobispo de York. Sin embargo, a pesar de la victoria inglesa, David I todavía ocupaba la mayor parte del norte. Esteban se dirigió personalmente hacia el oeste en un intento por recuperar el control de Gloucestershire; primero avanzó hacia el norte en las Marcas Galesas y tomó Hereford y Shrewsbury antes de dirigirse al sur hacia Bath. La ciudad de Brístol resultó demasiado fuerte para él, por lo que se contentó con asaltar y saquear el área circundante. Aparentemente, los rebeldes esperaban a que Roberto interviniera con refuerzos, pero este último permaneció en Normandía durante todo el año, en un intento de convencer a Matilde de que invadiera Inglaterra. Dover finalmente se rindió a las fuerzas de la consorte real más adelante ese año.
La campaña militar de Esteban en Inglaterra había progresado bien y David Crouch la describió como «un logro militar de primer rango». El rey inglés aprovechó la oportunidad de su ventaja militar para forjar un acuerdo de paz con Escocia. Su esposa Matilde fue enviada para negociar otro acuerdo entre él y David I, llamado Tratado de Durham; Northumbria y Cumbria serían entregadas efectivamente a David I y su hijo Enrique a cambio de lealtad y paz en la frontera. Sin embargo, el poderoso Ranulfo, conde de Chester, se consideraba el poseedor de los derechos tradicionales de Carlisle y Cumberland y estaba muy disgustado de verlos en manos escocesas, un problema que tendría grandes implicaciones en la guerra.

### Preparativos para la guerra

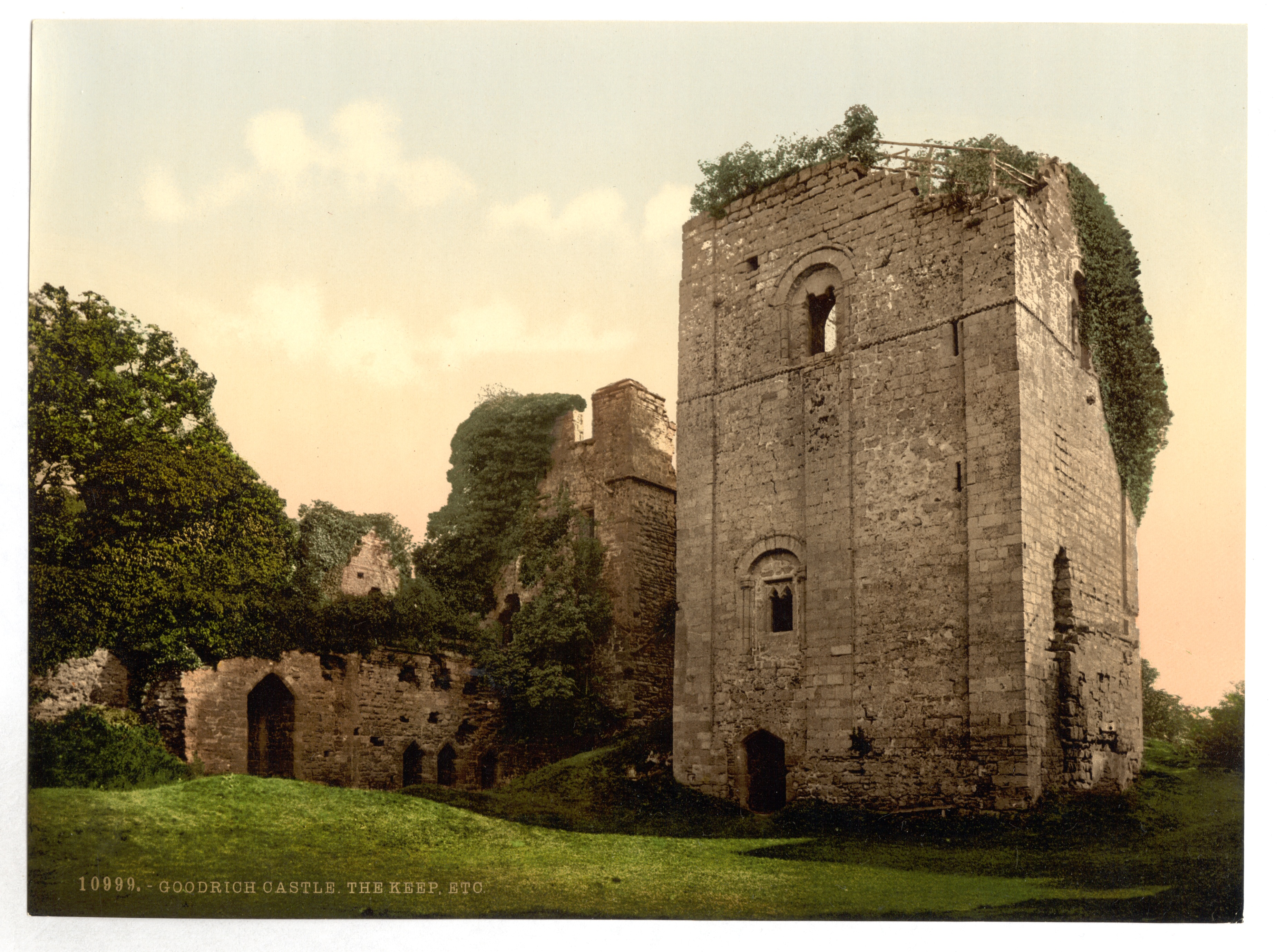
Torre del homenaje del castillo de Goodrich, ejemplo del estilo de la fortificación que poco a poco comenzó a reemplazar el diseño del castillo de mota castral de madera a fines de los años 1130. Fotografía de finales del.

En 1139, parecía inminente una invasión de Inglaterra por Roberto y Matilde. Godofredo V y su esposa habían asegurado gran parte de Normandía y, junto con Roberto, estuvieron durante los primeros meses movilizando fuerzas para una expedición por el canal de la Mancha. Matilde también apeló al papado a comienzos de año y presentó su demanda contra el trono inglés; como era de esperar, el papa declinó revertir su apoyo anterior a Esteban, pero, desde la perspectiva de Matilde, el caso útilmente estableció que las reclamaciones de su rival estaban en disputa.
Entretanto, Esteban se preparó para la invasión angevina con la creación de varios condados adicionales. Existía un puñado de condados del reinado de su antecesor, que eran en gran parte de naturaleza simbólica. Esteban creó muchos más y los puso a cargo de hombres que consideraba comandantes militares leales y capaces y en las zonas más vulnerables del país, donde asignaba nuevas tierras y poderes ejecutivos adicionales. Aparentemente tenía varios objetivos en mente, como garantizar la lealtad de sus partidarios clave al otorgarles estos honores y mejorar sus defensas en puntos cruciales del reino. Había sido muy influenciado por su principal consejero, Galerano de Beaumont, hermano gemelo de Robert de Leicester. Los gemelos Beaumont y sus hermanos menores y primos recibieron la mayoría de estos nuevos condados. Desde 1138, Esteban les otorgó los títulos de conde de Worcester, Leicester, Hereford, Warwick y Pembroke, lo que creó un amplio bloque de territorio —sobre todo cuando eran combinados con las posesiones del nuevo aliado de Esteban, el príncipe Enrique de Escocia, en Cumberland y Northumbria— para actuar como una zona colchón entre el suroeste con problemas, Chester y el resto del reino.
Además, tomó medidas para eliminar a un grupo de obispos que consideraba una amenaza para su gobierno. La administración real bajo Enrique I había sido dirigida por Roger, obispo de Salisbury, con el apoyo de sus sobrinos —Alexander y Nigel, obispos de Lincoln y Ely, respectivamente— y su hijo —Roger le Poer, el lord canciller—. Estos obispos eran poderosos terratenientes y gobernantes eclesiásticos y habían comenzado a construir nuevos castillos y aumentar el tamaño de sus fuerzas militares, lo que llevó a Esteban a sospechar que estaban a punto de desertar a favor de Matilde. Roger y su familia también eran enemigos de Galerano, a quien no le gustaba su control de la administración real. En junio de 1139, Esteban celebró su corte en Oxford, donde estalló una riña entre Alan de Bretaña y los hombres de Roger, un incidente probablemente creado deliberadamente por el propio rey, quien exigió que Roger y los demás obispos entregaran sus castillos en Inglaterra. Esta amenaza fue seguida con el arresto de obispos, con la excepción de Nigel, quien se había refugiado en el castillo de Devizes; el obispo se rindió después de que Esteban sitiara el castillo y amenazara con ejecutar a Roger le Poer. Pronto, los castillos restantes fueron cedidos al rey. El incidente eliminó con éxito cualquier amenaza militar de los obispos, pero también pudo haber dañado la relación de Esteban con el clero principal y, en particular, con su hermano Enrique.

## Características

### Tecnología y tácticas

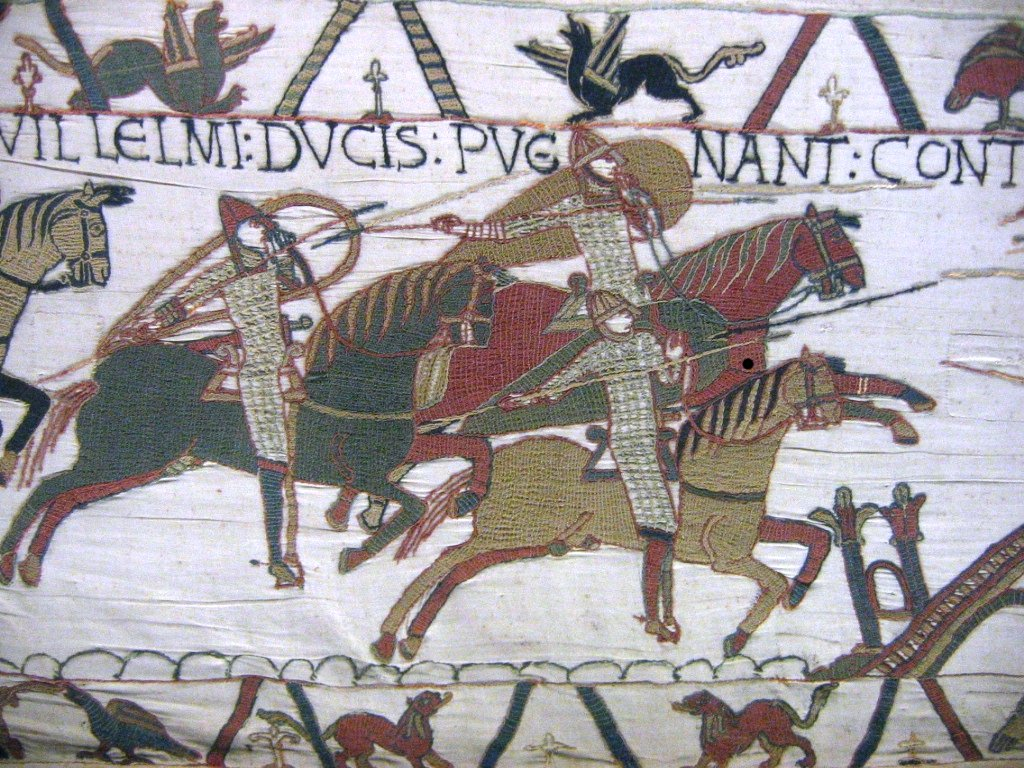
Los caballeros en los años 1140 aún se parecían a los del siglo anterior. Detalle del tapiz de Bayeux (c. 1070).

La contienda anglonormanda durante la guerra civil se caracterizó por campañas militares de desgaste, en las que los comandantes intentaban apoderarse de los principales castillos enemigos con el fin de tomar el control del territorio de sus adversarios y finalmente obtener una victoria estratégica lenta. De vez en cuando se libraban batallas campales entre los ejércitos, pero se consideraban emprendimientos altamente arriesgados y generalmente los comandantes prudentes las evitaban. A pesar del uso de levas feudales, la guerra normanda tradicionalmente dependía de los gobernantes, que recaudaban y gastaban grandes sumas de efectivo. El costo de la guerra había aumentado considerablemente en la primera parte del siglo XII y el suministro adecuado de dinero en efectivo había resultado cada vez más importante en el éxito de las campañas.
Los grupos de Esteban y Matilde se componían de pequeños cuerpos de caballeros llamados familia regis; este círculo interno formaba la base de un cuartel general en toda campaña militar. Los ejércitos del período eran muy similares a los del siglo anterior y consistían de cuerpos de caballeros montados y armados, apoyados por infantería. Muchos de estos hombres habrían usado largas túnicas de cota de malla desgastada, yelmos, grebas y protección para los brazos. Las espadas eran comunes junto con lanzas para caballería; los ballesteros se habían vuelto más numerosos y los arcos largos se usaban ocasionalmente en la batalla junto con el antiguo arco corto. Estas fuerzas se formaban con levas traídas por nobles locales durante un período de servicio limitado en una campaña o por mercenarios, más caros, pero flexibles en la duración de su servicio y mucho más hábiles, por lo que eran más solicitados.
Los normandos habían desarrollado la construcción de castillos por primera vez en los siglos X y XI y los habían utilizado en la ocupación de Inglaterra desde 1066. La mayoría de los castillos tenían la forma de terraplén y montas castrales o construcciones en anillo de madera, edificados fácilmente con mano de obra local y recursos, eran resistentes y fáciles de defender. La élite anglonormanda se hizo experta en levantar estratégicamente estos castillos a lo largo de ríos y valles para controlar poblaciones, comercio y regiones. En las décadas previas a la guerra civil, comenzaron a introducirse nuevos torreones en piedra. A diferencia de los diseños más tradicionales, estos requerían costosos trabajadores calificados y solo podían construirse lentamente durante muchas temporadas. A pesar de que estos escudos cuadrados demostrarían más tarde tener vulnerabilidades, las balistas y manganas utilizadas en los años 1140 eran significativamente menos poderosas que los diseños de lanzapiedras posteriores, lo que daba a los defensores una ventaja sustancial sobre los atacantes. Como resultado, los comandantes preferían, en lugar de ataques directos, asedios prolongados para matar de hambre a los defensores o las operaciones mineras para socavar los muros.

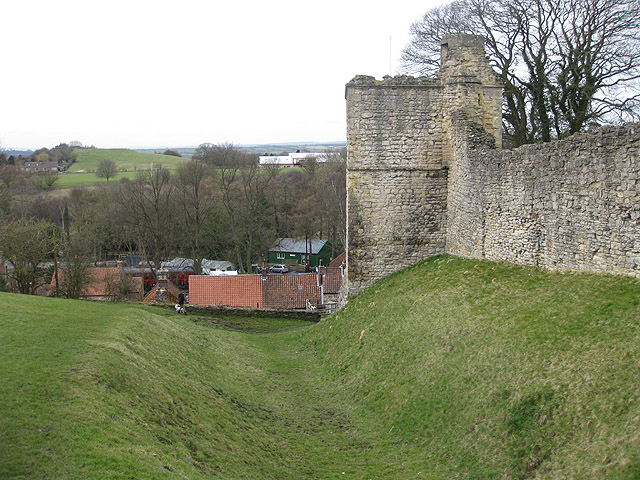
El castillo de Pickering (a la derecha) y los restos del «contracastillo» de los años de la guerra civil (arriba, a la izquierda).

Ambos bandos construían nuevos castillos, a veces con nuevos sistemas de fortificaciones estratégicas. En el sudoeste, los partidarios de Matilde edificaron una serie de castillos para proteger el territorio, generalmente con diseños de mota castral como los de Winchcombe, Upper Slaughter o Bampton. Del mismo modo, Esteban construyó una nueva cadena de castillos protegidos por pantanos en Burwell, Lidgate, Rampton, Caxton y Swavesey, cada uno separado por 10 a 15 km de distancia, para resguardar las tierras sus alrededor de Cambridge. Muchos de estos fuertes eran «adulterinos» o no autorizados porque, en el caos de la guerra, no se había otorgado ningún permiso real a los señores feudales para la construcción. Los cronistas contemporáneos vieron esto como una cuestión preocupante; Roberto de Torigni documentó que se habían construido hasta 1115 castillos de ese tipo durante el conflicto, aunque esto probablemente era una exageración, ya que sugirió una cifra alternativa de 126.
Otra característica de la guerra fue la creación de muchas «fortalezas de asedio» (counter-castles) o «castillos de asedio» (siege castles). Al menos 17 de estos sitios han sido identificados en investigaciones documentales y arqueológicas, pero probablemente se construyeron más durante el conflicto. Fueron utilizados en conflictos ingleses durante varios años antes de la guerra civil e involucraban la construcción de un castillo básico durante un asedio, junto con el principal objetivo de ataque. Habitualmente, se proyectaban con un diseño de trazado circular o mota castral a unas 200-300 yardas (180-270 m) de distancia del objetivo, más allá del alcance de un arco. Los contracastillos se usaban para actuar como plataformas de disparo de las máquinas de asedio o como bases para controlar la región. La mayoría de los contracastillos estaban destinados a un uso temporal y casi siempre eran destruidos al finalizar el asedio. Si bien una parte sobrevive en mal estado, las obras de tierra de The Rings, cerca de Corfe en Dorset, es un ejemplo inusualmente bien conservado. En algunos casos sobrevivieron los terraplenes, como los contracastillos Jew's Mount y Mount Pelham construidos por Esteban en 1141 frente al castillo de Oxford.

### Líderes
Esteban era extremadamente rico, bien educado y querido por sus pares; también se le consideraba un hombre capaz de una acción firme. Sus cualidades personales como líder militar se enfocaban en su habilidad en combate personal, sus capacidades en la guerra de asedio y un notable talento para movilizar rápidamente fuerzas militares a distancias relativamente largas. No obstante, los rumores sobre la cobardía de su padre durante la primera cruzada continuaban circulando y el deseo de evitar la misma reputación pudo haber influido en algunas de sus acciones militares. Recurrió en gran medida a su esposa Matilde durante el conflicto, tanto para liderar las negociaciones como para mantener viva su causa y su ejército mientras estuvo preso en 1141; su consorte dirigió la casa real durante este período en asociación con el líder mercenario Guillermo de Ypres.
La facción de Matilde carecía de un líder de guerra equivalente a Esteban. Tenía una base sólida en el gobierno desde su etapa de emperatriz del Sacro Imperio, donde había presidido casos judiciales y actuado como regente en Italia con el ejército imperial en campaña. No obstante, por condición de mujer, no podía dirigir personalmente las tropas en la batalla. También, era menos popular entre los cronistas contemporáneos que Esteban; en muchos sentidos, heredó de su padre su forma de expresarse, ya que exigía en voz alta a los miembros de su corte. También, cuando era necesario, amenazaba y tenía un temperamento aparentemente arrogante. Esto se consideraba particularmente inapropiado en una mujer para los estándares de la época. Su esposo, Godofredo V de Anjou, desempeñó un rol importante al apoderarse de Normandía durante la guerra, pero no cruzó a Inglaterra. El matrimonio no fue sencillo y casi estaba perdido en 1130.
Por tanto, durante la mayor parte de la guerra, los ejércitos angevinos fueron guiados en la batalla por un puñado de nobles de alto rango. El más importante de ellos fue Roberto de Gloucester, medio hermano de Matilde y conocido por sus cualidades de estadista, experiencia militar y dotes de liderazgo. Roberto había intentado convencer a Teobaldo de tomar el trono en 1135; no asistió a la primera corte de Esteban en 1136 y pasaron varias citaciones hasta convencerlo de asistir en Oxford más tarde ese año. Miles de Gloucester era otro líder militar talentoso hasta su muerte en 1143; hubo algunas tensiones políticas entre él y Roberto, pero pudieron combatir juntos en las campañas. Uno de los seguidores más fieles de Matilde fue Brian Fitz Count, quien, al igual que Miles, era un marcher lord de Gales. Brian aparentemente estaba motivado por un deber moral de cumplir su juramento a la hija del difunto monarca y demostró ser crucial en la defensa del corredor del Támesis.

## Guerra civil

### Primera etapa

Mapa político de Gales y el sur de Inglaterra en 1140; las zonas bajo el control de Matilde en azul, de Esteban en rojo y galeses indígenas en gris.

La invasión angevina finalmente llegó en 1139. Balduino de Redvers cruzó de Normandía a Wareham en agosto en un intento inicial de capturar un puerto para recibir al ejército invasor de Matilde, pero las fuerzas de Esteban le obligaron a retirarse al sudoeste. Sin embargo, al mes siguiente, la reina madre Adela invitó a su nieta a desembarcar en Arundel y, el 30 de septiembre, Roberto de Gloucester y Matilde llegaron a Inglaterra con ciento cuarenta caballeros. Matilde se alojó en el castillo, mientras Roberto marchó hacia el noroeste en dirección a Wallingford y Brístol, en espera de obtener apoyo para la rebelión y unirse a Miles de Gloucester, quien aprovechó la oportunidad para renunciar a su lealtad al rey.
El rey rápidamente se desplazó hacia el sur, sitió Arundel y atrapó a Matilde dentro del castillo. Entonces, acordó una tregua propuesta por su hermano Enrique de Blois; no se conocen los detalles del acuerdo, pero como resultado ella y sus caballeros guardianes fueron liberados del asedio y escoltados al sudoeste de Inglaterra, donde se reunieron con Roberto de Gloucester. Las razones de la liberación siguen sin esclarecerse: Esteban pudo haber pensado que era lo mejor para él liberar a Matilde y concentrarse, en su lugar, en atacar a Roberto, ya que a este último lo consideraba su principal oponente en este punto del conflicto. También se enfrentó a un dilema militar en Arundel: el castillo era casi inexpugnable y pudo haber estado preocupado de arriesgarse demasiado en mantener ocupados a sus hombres en el sur mientras Roberto vagaba libremente por el oeste. Otra teoría es que Esteban liberó a Matilde como un gesto de caballería, ya que tenía una personalidad generosa y cortés y normalmente no se esperaba que las mujeres fueran blanco de la guerra anglonormanda.
Aunque hubo pocas nuevas deserciones hacia el bando de Matilde, ahora controlaba un bloque compacto de territorio que se extendía desde Gloucester y Brístol hacia el sur en Wiltshire, hacia el oeste en las Marcas Galesas y al este a través del valle del Támesis hasta Oxford y Wallingford, lo que amenazaba Londres. Había establecido su corte en Gloucester, cerca de la fortaleza de Roberto en Brístol, pero lo suficientemente lejos para que ella permaneciese independiente de su medio hermano. Esteban empezó a recuperar la región: comenzó el ataque al castillo de Wallingford, retenido por el amigo de infancia de Matilde, Brian FitzCount, solo para encontrarlo muy bien defendido. El rey dejó algunas tropas para bloquear el castillo y continuó hacia el oeste en Wiltshire para atacar Trowbridge y tomó los castillos de South Cerney y Malmesbury en el camino. Mientras tanto, Miles de Gloucester marchó hacia el este, atacó las fuerzas de retaguardia de Esteban en Wallingford y amenazó con un avance hacia Londres. El rey se vio obligado a abandonar su campaña en el oeste y regresó al este para estabilizar la situación y proteger su capital.

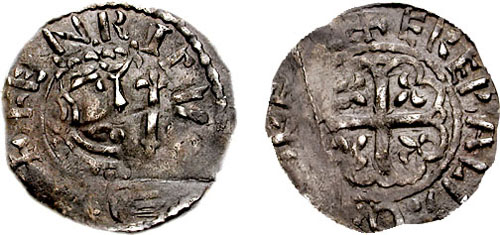
Penique de plata del príncipe Enrique de Escocia, acuñado a su nombre en Corbridge (Northumberland) después de su acuerdo de paz con Esteban.

A comienzos de 1140, Nigel, obispo de Ely, cuyos castillos Esteban había confiscado el año anterior, se rebeló contra el rey también. Con la esperanza de apoderarse de Anglia Oriental, Nigel estableció su base de operaciones en la isla de Ely, entonces rodeada de tierras pantanosas protectoras. Esteban respondió rápidamente y llevó consigo un ejército a los pantanos y, usando botes atados juntos, formó una calzada que le permitió hacer un ataque sorpresa en la isla. Nigel escapó a Gloucester, pero sus hombres y su castillo fueron capturados, lo que restauró temporalmente el orden en el este. Los soldados de Roberto de Gloucester retomaron parte del territorio que Esteban había tomado en su campaña de 1139. En un esfuerzo por negociar una tregua, Enrique de Blois celebró una conferencia de paz en Bath, en la que Matilde fue representado por Roberto y Esteban por su consorte. Las negociaciones fracasaron por la insistencia de Enrique y el clero en establecer ellos mismos los términos de un acuerdo de paz, algo que los representantes de Esteban consideraron inaceptable.
Ranulfo de Chester estaba molesto porque Esteban regaló el norte de Inglaterra al Enrique de Escocia. Ideó un plan para enfrentar el problema: emboscaría al rey inglés mientras el príncipe escocés viajaba de regreso de la corte de Esteban a su patria después de Navidad. Esteban fue advertido, por lo que escoltó personalmente a Enrique en su retorno al norte, pero este gesto exacerbó al conde de Chester. Ranulfo había afirmado previamente que tenía los derechos sobre el castillo de Lincoln —en propiedad del rey— y, con la excusa de una visita social, se apoderó de la fortificación en un ataque sorpresa. Esteban marchó hacia el norte a Lincoln y acordó una tregua con Ranulfo, probablemente para evitar que se uniera a la facción de Matilde, dentro la que podría conservar el castillo. Esteban regresó a Londres, pero recibió noticias de que Ranulfo, su hermano y su familia permanecían en el castillo con una pequeña tropa de guardia, un objetivo perfecto para un ataque sorpresa. Abandonando el trato que acababa de hacer, reunió nuevamente a sus hombres y se dirigió hacia el norte, pero no llegó a tiempo: Ranulfo escapó de Lincoln y declaró su apoyo a Matilde, por lo que Esteban se vio obligado a sitiar el castillo.

### Segunda etapa

#### Batalla de Lincoln

Esquema de la batalla de Lincoln: las tropas de Roberto de Gloucester en azul, las de Esteban en rojo.

Mientras Esteban y su ejército sitiaban el castillo de Lincoln a principios de 1141, Roberto de Gloucester y Ranulfo de Chester avanzaron a la posición del rey con una fuerza más grande. Después de ser informado, el rey sostuvo un concilio para decidir si dar batalla o retirarse y reunir soldados adicionales: Esteban decidió luchar, lo que resultó en la batalla de Lincoln el 2 de febrero de 1141. El rey comandaba el centro de su ejército, con Alan de Bretaña en el flaco derecho y Guillermo de Aumale en el izquierdo. Las fuerzas de Roberto y Ranulfo eran superiores en caballería y Esteban desmontó a muchos de sus propios caballeros para formar un sólido bloque de infantería; se unió a ellos y luchó a pie en la batalla. Esteban no tenía el don de hablar en público y delegó el discurso previo a la batalla a Balduino de Clare, quien pronunció entusiasmado unas palabras de coraje. Después de un éxito inicial para las fuerzas realistas, en el que las tropas de Guillermo destruyeron la infantería galesa de los angevinos, la batalla se tornó desfavorable para el rey. La caballería de Roberto y Ranulfo rodeó el centro de Estaban, quien fue rápidamente identificado por el ejército angevino. Muchos de los partidarios del rey —como Galerano de Beaumont y Guillermo de Ypres— huyeron del campo de batalla en ese momento, pero siguió luchando, primero con su espada y luego, cuando se rompió, con un hacha de guerra prestada. Finalmente, fue vencido por los soldados de Roberto y lo sacaron custodiado del campo de batalla.
Roberto llevó consigo a Esteban de regreso a Gloucester —donde el rey se reunió con su rival— y luego fue trasladado al castillo de Brístol, tradicionalmente utilizado para reclusos de alto rango. Inicialmente, fue confinado en condiciones relativamente buenas, pero posteriormente se reforzó la seguridad y lo mantuvieron encadenado. Matilde entonces comenzó a dar los pasos para tomar el trono, lo que requería un acuerdo con la Iglesia y su coronación en Westminster. Enrique de Blois convocó un concilio en Winchester antes de Pascua, en su calidad de legado papal, para considerar la opinión del clero. Había hecho un trato privado con Matilde en el que él entregaría el apoyo de la Iglesia católica a cambio de que se le concediera el control de los asuntos eclesiásticos en Inglaterra. Enrique le entregó el tesoro real —que resultó estar bastante dilapidado, excepto por la corona de Esteban— y excomulgó a muchos de sus enemigos que rechazaron cambiarse de bando. Sin embargo, el arzobispo Teobaldo de Canterbury no estaba dispuesto a proclamar reina a Matilde tan rápido y una delegación de clérigos y nobles, encabezada por él, viajó a Brístol para ver a Esteban y consultarle sobre su dilema moral: «¿Deberían abandonar sus juramentos de lealtad al rey?». Les dijo que, dada la situación, estaba dispuesto a liberar a sus súbditos de su juramento de lealtad.
El clero se reunió de nuevo en Winchester después de Pascua para declarar a Matilde «señora de Inglaterra y Normandía», como paso previo a su coronación. Aunque sus seguidores asistieron al evento, pocos nobles importantes parecen haber participado y la delegación de Londres postergó su asistencia. La consorte de Esteban envió cartas a las nuevas autoridades para quejarse y exigir su liberación. No obstante, Matilde había avanzado a Londres para organizar su coronación en junio, donde su situación se tornó inestable. A pesar de contar con el apoyo de Geoffrey de Mandeville, que controlaba la Torre de Londres, las fuerzas leales a los reyes depuestos permanecieron cerca de la ciudad y los ciudadanos estaban temerosos de dar la bienvenida a Matilde. El 24 de junio, poco antes de la coronación, la ciudad se rebeló contra ella y Geoffrey; Matilde y sus seguidores huyeron justo a tiempo e hicieron una retirada caótica en su camino a Oxford.
Entretanto, Godofredo V de Anjou invadió Normandía otra vez y, en ausencia de Galerano de Beaumont —quien aún estaba en combate en Inglaterra—, ocupó todo el ducado al sur del Sena y al este del Risle. Esta vez no recibió ayuda del hermano de Esteban, Teobaldo de Champaña, quien parece haber estado preocupado por sus propios problemas con Francia: el nuevo rey, Luis VII, había rechazado la alianza regional de su padre, mejoró las relaciones con Anjou y adoptó una postura más belicosa contra Teobaldo, lo que daría paso a una guerra el año siguiente. El éxito de Godofredo V en Normandía y la debilidad de Esteban en Inglaterra comenzaron a influir en la lealtad de muchos barones anglonormandos, que temían perder sus tierras en Inglaterra ante Roberto y Matilde y sus posesiones en Normandía ante Godofredo V. Muchos comenzaron a dejar la facción del rey depuesto. Su amigo y consejero Galerano decidió desertar a mediados de 1141 y zarpó a Normandía para asegurar sus posesiones ancestrales con su alianza con los angevinos, lo que permitió que el campamento de Matilde se estableciera en Worcestershire. El hermano gemelo de Galerano, Roberto de Leicester, también se retiró de la contienda al mismo tiempo. Otros partidarios de Matilde fueron restaurados en sus antiguos bastiones —como el obispo Nigel de Ely— y otros recibieron nuevos condados en el oeste de Inglaterra. Se interrumpió el control centralizado sobre la acuñación de monedas, lo que provocó que los barones y obispos locales produjeran sus propias monedas en todo el país.

#### Tumulto de Winchester y asedio de Oxford

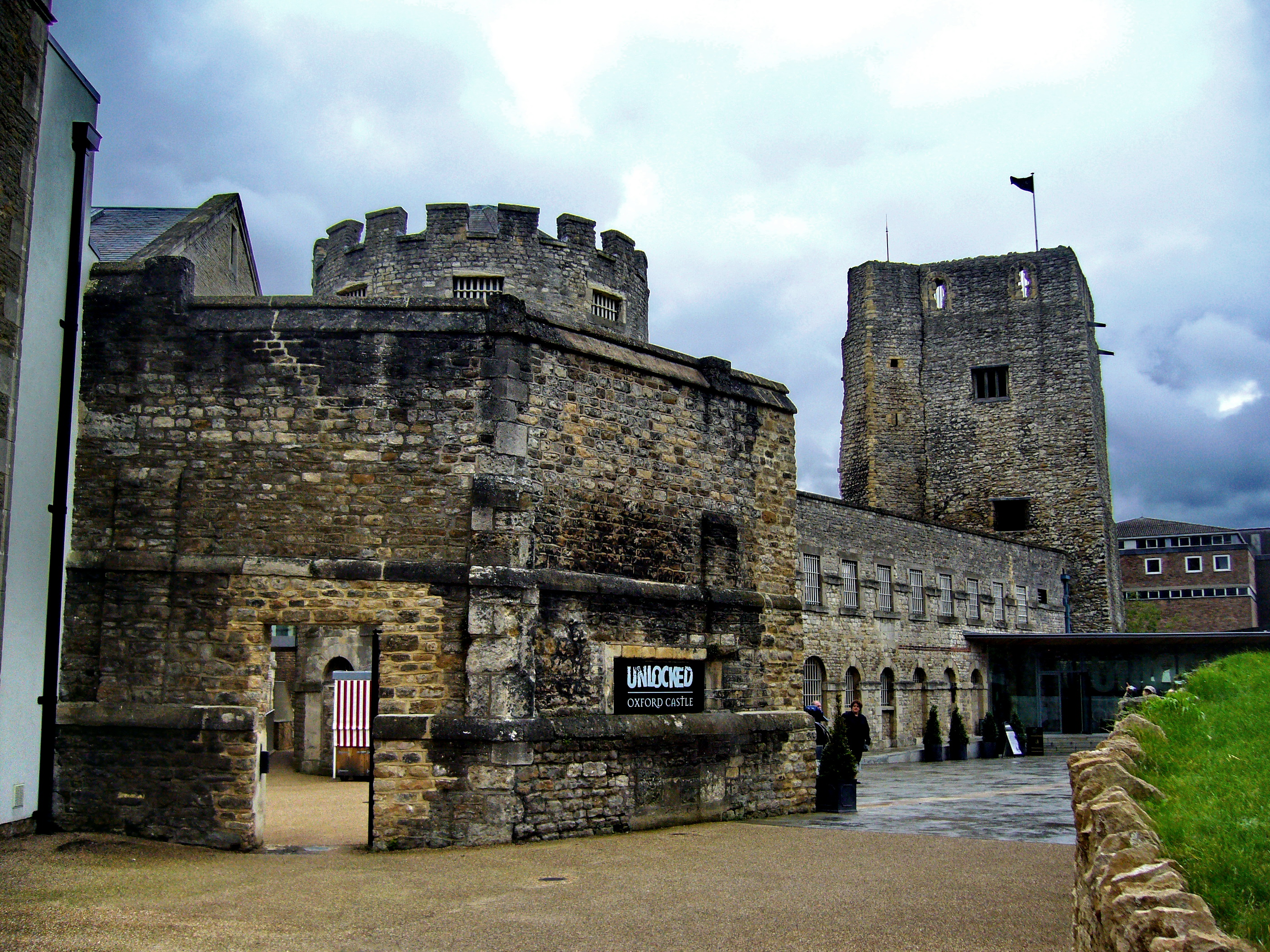
Castillo de Oxford.

La consorte de Esteban tuvo un rol fundamental en mantener viva su causa en su cautiverio. Reunió a los lugartenientes restantes que la acompañaban y la familia real en el sudeste y avanzaron hacia Londres cuando la población rechazó a Matilde. El antiguo comandante de Esteban, Guillermo de Ypres, permaneció con la reina consorte en Londres; Guillermo Martel, mayordomo real, comandaba operaciones desde Sherborne en Dorset, mientras Faramus de Boulogne dirigía la casa real. La reina aparentemente generó una verdadera simpatía y apoyo de los seguidores más leales de Esteban. La alianza de Enrique con Matilde demostró ser efímera, ya que pronto riñeron por el patrocinio político y la política eclesiástica; el obispo se reunió con la consorte de Esteban en Guildford y le dio su apoyo.
La situación de Matilde empeoró por su derrota en el tumulto de Winchester. Después de su retirada de Londres, Roberto de Gloucester y Matilde rodearon a Enrique de Blois en la ciudad de Winchester en julio. El castillo de Winchester estaba ubicado en la parte sudoeste de la ciudad, mientras que el palacio episcopal se ubicaba en el sudeste. Cuando se enteró de las incursiones del obispo, Matilde decidió asediar su castillo, pero Enrique huyó de la ciudad mientras sus soldados se retiraban al castillo de Wolvesey, que pertenecía a la Iglesia. Matilde y Roberto utilizaron la fortaleza de la ciudad como base para sus operaciones. El 2 de agosto, los seguidores del obispo incendiaron casas en Winchester, lo que destruyó gran parte de la ciudad, aunque el fuego no llegó al castillo. La reina consorte reunió rápidamente un ejército de liberación, entre los que había mercenarios contratados por Enrique, un grupo de arrendatarios feudales del condado de Boulogne, la milicia londinense de casi mil hombres, la caballería mercenaria flamenca de Guillermo de Ypres y otros partidarios de Esteban. Establecieron un campamento en el lado este de Winchester y procedieron a bloquear el abastecimiento de las tropas de Matilde, quien decidió escapar de la ciudad con Brian FitzCount y Reginaldo de Cornualles, mientras el resto de su ejército, liderado por Roberto de Gloucester, retrasó a las fuerzas reales. En la batalla posterior, las fuerzas de Matilde fueron derrotadas y Roberto cayó prisionero durante la retirada, aunque ella, exhausta, cruzó el río Test y se dirigió a su fortaleza en Devizes.
Con Esteban y Roberto detenidos, se dieron negociaciones para acordar una paz general, pero la consorte de Estaban no estaba dispuesta a ofrecer ningún compromiso a Matilde y entretanto Roberto rechazó cualquier oferta para cambiarse al bando del rey depuesto. Por otro lado, en noviembre las dos partes simplemente intercambiaron a los dos líderes: Esteban regresó con su consorte y Roberto con Matilde en Oxford. Enrique organizó otro concilio eclesiástico, en el que reafirmó la legitimidad de su hermano para reinar; en la Navidad de 1141 tuvo lugar una nueva coronación de Esteban y su consorte. A comienzos de 1142, el rey cayó enfermo y en Semana Santa comenzaron a circular rumores de que había muerto: posiblemente esta enfermedad fue el resultado del encarcelamiento, pero finalmente se recuperó. Viajó al norte para reclutar nuevas tropas y convenció exitosamente a Ranulfo de Chester a cambiar de bando una vez más. Esteban pasó el verano en guerra contra algunos de los nuevos castillos angevinos construidos el año pasado, como los de Cirencester, Bampton y Wareham.
Durante el verano de 1142, Roberto regresó a Normandía para ayudar a Godofredo V en operaciones contra algunos de los seguidores de Esteban que quedaban allí, antes de regresar en otoño. Matilde estuvo en la mira de las fuerzas de Esteban y fue rodeada en Oxford, una ciudad segura, protegida por muros y el río Isis; el rey lideró un ataque repentino a través del afluente, lideró la carga y nadó parte del trayecto. Una vez en el otro lado, Esteban y sus hombres irrumpieron en la ciudad y atraparon a Matilde en el castillo. El castillo de Oxford era una fortaleza bien defendida y, en lugar de asaltarla, decidió estacionarse para un largo asedio, aunque con la certeza de que su rival estaba rodeada. Justo antes de Navidad, Matilde salió sigilosamente del castillo con un puñado de caballeros, cruzó el helado río a pie y escapó del ejército real para refugiarse en Wallingford; dejó a la guarnición del castillo con la opción de entregarse al día siguiente. Matilde estuvo un tiempo con FitzCount antes de restablecer su corte en Devizes.

### Estancamiento

Mapa de la invasión de Normandía (1142-1143) por Godofredo V de Anjou.

La guerra entre los dos bandos en Inglaterra llegó a un punto muerto a mediados de los años 1140, mientras Godofredo V de Anjou consolidaba su control sobre Normandía al ser reconocido duque en 1144 después de tomar Ruan. El año 1143 comenzó precariamente para Esteban cuando fue asediado por Roberto de Gloucester en el castillo de Wilton, un punto de reunión para las fuerzas reales en Herefordshire. El rey intentó romper el asedio y escapar, lo que resultó en la batalla de Wilton. Una vez más, la caballería angevina demostró ser demasiado fuerte y, por un momento, pareció que Esteban sería capturado por segunda vez. No obstante, en esta ocasión Guillermo Martel, su mayordomo, hizo una feroz defensa de la retaguardia, lo que permitió al rey escapar del campo de batalla. Esteban valoró tanto la lealtad de Guillermo que intercambió el castillo de Sherborne por su liberación segura: este fue uno de los pocos casos en que estuvo dispuesto a ceder una fortaleza para rescatar a uno de sus hombres.
A finales de 1143, se enfrentó a una nueva amenaza en el este, cuando Godofredo de Mandeville, conde de Essex, se alzó en rebelión contra él en Anglia Oriental. A Esteban le desagradaba este barón desde hacía años y provocó ese conflicto cuando le convocó a la corte, donde le arrestó. Esteban amenazó con ejecutarlo a menos que entregara sus castillos, como la Torre de Londres, Saffron Walden y Pleshey, ya que todas eran fortificaciones importantes en o cerca de Londres. Godofredo se rindió, pero una vez liberado se dirigió hacia los pantanos del nordeste en dirección a la isla de Ely, donde comenzó una campaña militar contra Cambridge con la intención de avanzar hacia el sur, hacia Londres. Con esto, sumado a otros problemas y con Hugo Bigod sublevado en Norfolk, Esteban carecía de recursos para rastrear a Godofredo en los pantanos y se las arregló para construir una serie de baluartes entre Ely y Londres, como el castillo de Burwell.
Por un momento la situación empeoró. Ranulfo de Chester se rebeló una vez más en el verano de 1144 y repartió el señorío de Lancaster de Esteban entre él y el príncipe Enrique de Escocia. En el oeste, Roberto de Gloucester y sus seguidores atacaban los territorios circundantes que apoyaban al rey, mientras el castillo de Wallingford permaneció como un bastión seguro de los angevinos, demasiado cerca de Londres para la comodidad de Esteban. Mientras tanto, Godofredo V de Anjou terminó de consolidar su control en el sur de Normandía y, en enero de 1144, avanzó a Ruan, capital del ducado, para concluir su campaña. Luis VII le reconoció como el duque de Normandía poco después. En este punto de la guerra, Esteban dependía cada vez más de su casa real inmediata —como Guillermo de Ypres y otros— y carecía del apoyo de los principales barones que le hubieran podido proporcionar fuerzas adicionales significativas; después de los eventos de 1141, hizo poco uso de su red de condados.
Después de 1143, el combate en el campo se estancó, pero la guerra progresó favorablemente Esteban. Miles de Gloucester, uno de los comandantes angevinos más talentosos, murió mientras cazaba en la Navidad anterior, lo que alivió parte de la presión militar en el oeste. La rebelión de Godofredo de Mandeville contra Esteban en el este terminó con su asesinato en septiembre de 1144 durante un ataque al castillo de Burwell. La guerra en el oeste prosiguió en 1145, cuando el rey recapturó el castillo de Faringdon en Oxfordshire. En el norte, Esteban llegó a un nuevo acuerdo con Ranulfo de Chester, pero en 1146 repitió la artimaña que había empleado con Godofredo de Mandeville en 1143: lo invitó a la corte y después lo arrestó y amenazó con la ejecución si no entregaba una serie de castillos, como los de Lincoln y Coventry. Al igual que Godofredo, Ranulfo se rebeló cuando fue liberado, pero la situación cayó en un punto muerto: Esteban contaba con pocas tropas en el norte para realizar una nueva campaña, mientras que Ranulfo carecía de castillos para apoyar un ataque contra el rey. No obstante, la práctica de Esteban de llamar a los barones a la corte y detenerlos le había desprestigiado y le había hecho perder la confianza de los nobles.

### Etapas finales

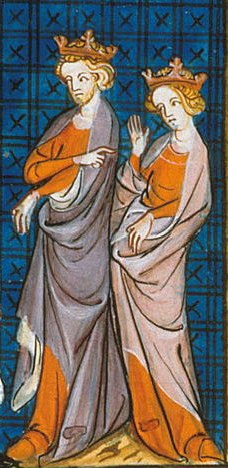
Enrique FitzEmpress y Leonor de Aquitania. Miniatura del.

Las condiciones del conflicto en Inglaterra comenzaron a cambiar gradualmente; como sugirió Frank Barlow, a finales de los años 1140 «la guerra civil había terminado», salvo breves brotes de conflictos armados. En 1147, Roberto de Gloucester murió pacíficamente y, al año siguiente, Matilde partió del sudoeste de Inglaterra hacia Normandía; esto contribuyó a reducir los ánimos de guerra. Se anunció la segunda cruzada y muchos partidarios angevinos, como Galerano de Beaumont, se unieron a la coalición y dejaron la región por varios años. Algunos de los barones anglonormandos hicieron acuerdos individuales de paz entre ellos para asegurar sus tierras y ganancias de guerra. El hijo de Godofredo V y Matilde, Enrique FitzEmpress, intervino en Inglaterra con un pequeño ejército de mercenarios en 1147, pero la expedición fracasó, sobre todo porque carecía de fondos necesarios para remunerar a sus hombres. Sorpresivamente, Esteban terminó pagando a dichos mercenarios y Enrique pudo regresar a Normandía a salvo; las motivaciones de este hecho aún no están claras. Una posible explicación es la cortesía del rey a un miembro de su familia extendida; otra es que Esteban había empezado a considerar cómo terminar la guerra en paz y vio esto como una forma de construir una relación amistosa con Enrique.
Muchos de los nobles más poderosos comenzaron a hacer sus propias treguas y acuerdos de desarme, firmaron tratados entre ellos en lo que habitualmente eran promesas de poner fin a las hostilidades, limitaron la construcción de nuevos castillos o acordaron límites al tamaño de los ejércitos enviados uno contra el otro. Por lo general, estos acuerdos incluían cláusulas que reconocían que los nobles podrían, por supuesto, verse obligados a luchar entre sí por instrucción de sus gobernantes. La red de tratados surgida en los años 1150 redujo, mas no eliminó, el grado de enfrentamientos locales en Inglaterra.
Matilde permaneció en Normandía durante el resto de la guerra, ocupada en la estabilización del ducado y la promoción de los derechos de su hijo al trono inglés. El joven Enrique FitzEmpress regresó a Inglaterra nuevamente en 1149, esta vez con el propósito de formar una alianza en el norte con Ranulfo de Chester. El plan angevino requería que el conde renunciara a su reclamo de Carlisle —en manos de los escoceses— a cambio de que derechos sobre el señorío de Lancaster; Ranulfo debía rendir homenaje a David I y Enrique FitzEmpress, quien sería superior en jerarquía. Después de este acuerdo de paz, Enrique y Ranulfo determinaron atacar York, probablemente con la ayuda de los escoceses. Esteban marchó rápidamente hacia el norte, a York, y el ataque planeado fracasó, lo que forzó a Enrique a regresar a Normandía, donde fue proclamado duque por su padre Godofredo V. Si bien era muy joven, Enrique ganaba cada vez más la reputación de líder enérgico y capaz. Su prestigio y poder aumentaron aún más cuando repentinamente se casó en 1152 con Leonor, la atractiva duquesa de Aquitania y recientemente divorciada de Luis VII de Francia. El matrimonio volvió a Enrique en el futuro gobernante de un extenso grupo de territorios en Francia.
En los últimos años de la guerra, Esteban comenzó a enfocarse en asuntos familiares y la sucesión. Dio a su hijo Eustaquio el condado de Boulogne en 1147, pero no quedó claro si heredaría Inglaterra. La opción preferida de Esteban era coronar en vida a su hijo, como era costumbre en Francia, pero esta no era la práctica habitual en Inglaterra; además, el papa Celestino II, durante su breve mandato entre 1143 y 1144, había prohibido alterar esta tradición. La única persona que podía coronar a Eustaquio era el arzobispo Teobaldo, quien pudo haber visto tal intención como la garantía de una guerra civil más terrible a la muerte de Esteban, por lo que rechazó hacerlo sin acordarlo con el entonces papa Eugenio III y finalmente el asunto llegó a un punto muerto. La posición del rey se vio erosionada por varios pleitos con miembros de la Iglesia sobre sus derechos y privilegios. Hizo un nuevo intento de coronar a su hijo en la Pascua de 1152, reunió a sus nobles para que juraran lealtad a Eustaquio e insistió en que Teobaldo y sus obispos le ungieran como rey. Cuando Teobaldo se negó otra vez, Esteban y Eustaquio le apresaron con los obispos y rehusaron liberarlos hasta que accedieran a la coronación del príncipe. Teobaldo escapó de nuevo al exilio temporal en Flandes y fue perseguido hasta la costa por los caballeros del rey, lo que marcó un punto bajo en la relación de Esteban con la Iglesia.

## Fin de la guerra

### Negociaciones de paz

Mapa político de Inglaterra en 1153; el rojo indica esas áreas esteban bajo el control de Esteban, el azul los angevinos, el gris los galeses indígenas, el crema Ranulfo de Chester y Roberto de Leicester, el verde David I de Escocia.

Enrique FitzEmpress regresó a Inglaterra nuevamente a comienzos de 1153 con un pequeño ejército, apoyado en el norte y este de Inglaterra por Ranulfo de Chester y Hugo Bigod. El castillo de Malmesbury fue asediado por fuerzas de Enrique y el rey marchó al oeste con un ejército para liberarlo. Intentó sin éxito forzar al grupo más pequeño de Enrique a luchar en una batalla decisiva cerca del Avon. Ante el clima cada vez más invernal, Esteban acordó una tregua temporal y regresó a Londres, lo que permitió a su pariente viajar al norte a través de las Tierras Medias, donde el poderoso Roberto de Beaumont, conde de Leicester, anunció su apoyo a la causa angevina. A pesar de los modestos éxitos militares, Enrique y sus aliados ya controlaban el sudoeste, las Tierras Medias y gran parte del norte de Inglaterra. Una delegación de clérigos ingleses se reunió con él y sus asesores en Stockbridge poco antes de Pascua. No están claros muchos de los detalles de las discusiones, pero parece que los clérigos dieron a entender que, en tanto apoyaban al rey, buscaban una paz negociada; Enrique reafirmó que esquivaría las catedrales inglesas y no esperaría que los obispos asistiesen a su corte.
Durante el verano, Esteban intensificó el largo asedio del castillo de Wallingford en un intento final de tomar este importante bastión angevino. La caída de Wallingford parecía inminente y Enrique marchó hacia el sur, con el fin de liberar la fortaleza con un pequeño ejército y así rodear los sitiadores. Ante la noticia, Esteban reunió más tropas y partió desde Oxford; en julio los dos bandos se enfrentaron cerca del Támesis en Wallingford. En este punto de la guerra, los barones de ambos bandos parecían ansiosos por evitar una contienda abierta. Como resultado, en lugar de una batalla, los miembros de la Iglesia negociaron una tregua, para disgusto de Esteban y Enrique.
Después de Wallingford, ambos hablaron en privado sobre el posible final de la guerra; sin embargo, el hijo de Esteban, Eustaquio, estaba furioso por el resultado pacífico en Wallingford. Abandonó a su padre y regresó a su residencia en Cambridge para reunir más fondos de una nueva campaña, pero enfermó y murió el mes siguiente. La muerte de Eustaquio eliminó un reclamante obvio del trono y fue políticamente conveniente para quienes buscaban una paz permanente en Inglaterra. No obstante, es posible que Esteban ya hubiera comenzado a considerar pasar por alto el reclamo de su hijo; Edmund King observó que, por ejemplo, los derechos sucesorios de Eustaquio fueron obviados en las discusiones en Wallingford y esto pudo haber aumentado la ira del hijo del rey.
Los combates continuaron después de Wallingford, pero de una manera más bien desganada. Esteban perdió las ciudades de Oxford y Stamford, que cayeron en manos de Enrique, mientras el rey combatía a Hugo Bigod en el este de Inglaterra y el castillo de Nottingham sobrevivió a un intento angevino de captura. Entretanto, Enrique de Blois y el arzobispo Teobaldo de Canterbury se reunieron en un esfuerzo por negociar una paz permanente entre los dos bandos y presionaron a Esteban para que aceptara un acuerdo. Los ejércitos de ambos bandos se encontraron nuevamente en Winchester, donde los dos líderes ratificaron los términos de una paz permanente en noviembre. Esteban anunció el Tratado de Wallingford en la catedral de Winchester: Enrique FitzEmpress fue reconocido como hijo adoptivo y sucesor del rey, a cambio de que le rindiera homenaje; Esteban prometió escuchar consejo de su heredero, pero sin entregarle poderes reales; su segundo hijo varón, Guillermo, debía rendir homenaje al nuevo heredero y renunciar a sus derechos sucesorios, pero sería compensado con seguridad en sus tierras; se retendrían castillos reales clave en nombre de Enrique, pero Esteban tendría acceso a las fortalezas de su heredero; los mercenarios extranjeros serían desmovilizados y enviados a sus hogares. Esteban y Enrique sellaron el tratado con un beso de paz en la catedral.

### Transición y reconstrucción

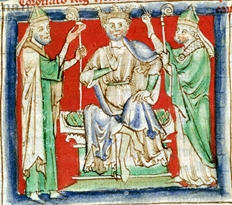
Coronación de Enrique II. Miniatura de Historia Anglorum por Mateo de París (c.).

La decisión del rey de reconocer al hijo de su rival como su heredero no necesariamente era, en ese momento, la solución definitiva a la guerra civil. A pesar de la emisión de nuevas reformas monetarias y administrativas, Esteban haber vivido durante muchos años más, mientras que la posición de Enrique en el continente estaba lejos de ser segura. Aunque su hijo Guillermo era joven y no estaba preparado para desafiar a Enrique por el trono en 1153, la situación pudo haber cambiado en años posteriores. En 1154, se esparcieron rumores de que el príncipe, por ejemplo, planeaba asesinarlo. Graham White describió el Tratado de Wallingford como una «paz precaria», en sintonía con el juicio de la mayoría de los historiadores modernos de que la situación a fines de 1153 aún era incierta e impredecible. No obstante, Esteban entró en actividad a principios de 1154 y viajó mucho por el reino. Volvió a emitir órdenes reales para el sudoeste de Inglaterra y arribó a York, donde presidió una importante corte en un intento de convencer a los barones del norte de que la autoridad real se reafirmaba. Sin embargo, después de un verano ocupado ese año, viajó a Dover para encontrarse con Teodorico de Alsacia, conde de Flandes; algunos historiadores creen que el rey ya estaba enfermo y se preparaba para resolver asuntos familiares. Esteban enfermó de un trastorno estomacal y murió el 25 de octubre.
El heredero no estimó necesario apresurarse a regresar a Inglaterra de inmediato. Sin embargo, al llegar finalmente el 8 de diciembre de 1154, inmediatamente tomó juramentos de lealtad de algunos de los barones y luego fue coronado como Enrique II junto con su esposa Leonor en Westminster. La corte real se reunió en abril de 1155, en la que los barones juraron fidelidad al nuevo rey y a sus hijos. Enrique II se presentó como el heredero legítimo de su abuelo y comenzó a reconstruir el reino a su imagen. Si bien Esteban había tratado de continuar el método de gobierno de Enrique I durante la guerra, su reinado de 19 años se caracterizó como un período caótico y problemático, con varios problemas derivados de la usurpación del trono en 1135. Enrique II también tuvo la precaución de probar que, a diferencia de su madre, escucharía los consejos de los demás. Se implementaron de inmediato varias medidas, aunque, como pasó seis y medio de los primeros ocho años de su reinado en Francia, se hizo mucho trabajo a distancia.
El pueblo de Inglaterra había sufrido a causa de la guerra. La Crónica anglosajona contemporánea registró que «no había nada más que disturbio, iniquidad y robo». Lo cierto es que en muchas partes del país —como Wiltshire, Berkshire, el valle del Támesis y Anglia Oriental— los combates y las incursiones habían causado una gran devastación. El sistema de acuñación real anteriormente centralizado estaba fragmentado, con Esteban, Matilde y los señores locales acuñaban sus propias monedas. La ley de bosques reales se había derrumbado en gran parte del país. Sin embargo, algunas partes del país apenas se vieron afectadas por el conflicto; por ejemplo, las tierras de Esteban en el sudeste y el núcleo angevino alrededor de Gloucester y Brístol no tuvieron pérdidas en gran medida, mientras que David I gobernó los territorios en el norte de Inglaterra. Empero, los ingresos generales del rey de sus propiedades disminuyeron considerablemente durante el conflicto —particularmente desde 1141— y el control de la monarquía sobre la acuñación de monedas nuevas era limitado fuera del sudeste y Anglia Oriental. Debido a que Esteban se estacionaba frecuentemente en el sudeste, Westminster era muy utilizado como la sede del gobierno real, en lugar del antiguo sitio de Winchester.
Entre las primeras medidas de Enrique II estaba expulsar a los mercenarios extranjeros remanentes y continuar el proceso de demolición de los castillos no autorizados. Roberto de Torigni registró que 375 fueron destruidos, sin dar los detalles detrás de la cifra; estudios recientes de regiones seleccionadas han sugerido que probablemente se destruyeron menos castillos de lo que se creía y que muchos simplemente se abandonaron al final del conflicto. El rey también dio prioridad al restablecimiento de las finanzas reales con la reactivación de procesos financieros e intentó mejorar los patrones de las cuentas. En los años 1160 este proceso de recuperación financiera estaba esencialmente completo.
El período de la posguerra también experimentó una oleada de actividad alrededor de las fronteras inglesas. El rey de Escocia y los gobernantes galeses locales habían aprovechado la larga guerra civil en su vecino para apoderarse de tierras en disputa; Enrique II comenzó a revertir esta tendencia. En 1157, la presión del rey inglés forzó al joven Malcolm IV de Escocia a devolver los territorios que había ocupado durante la guerra; Enrique II rápidamente comenzó a refortificar la frontera norte. Restaurar el dominio anglonormanda en Gales resultó ser más difícil y el rey tuvo que lanzar dos campañas en el norte y el sur de Gales en 1157 y 1158; finalmente, los príncipes galeses Owain Gwynedd y Rhys ap Gruffydd se sometieran a su autoridad y se revirtió la división territorial previa a la guerra civil.

## Legado

### Valoraciones historiográficas

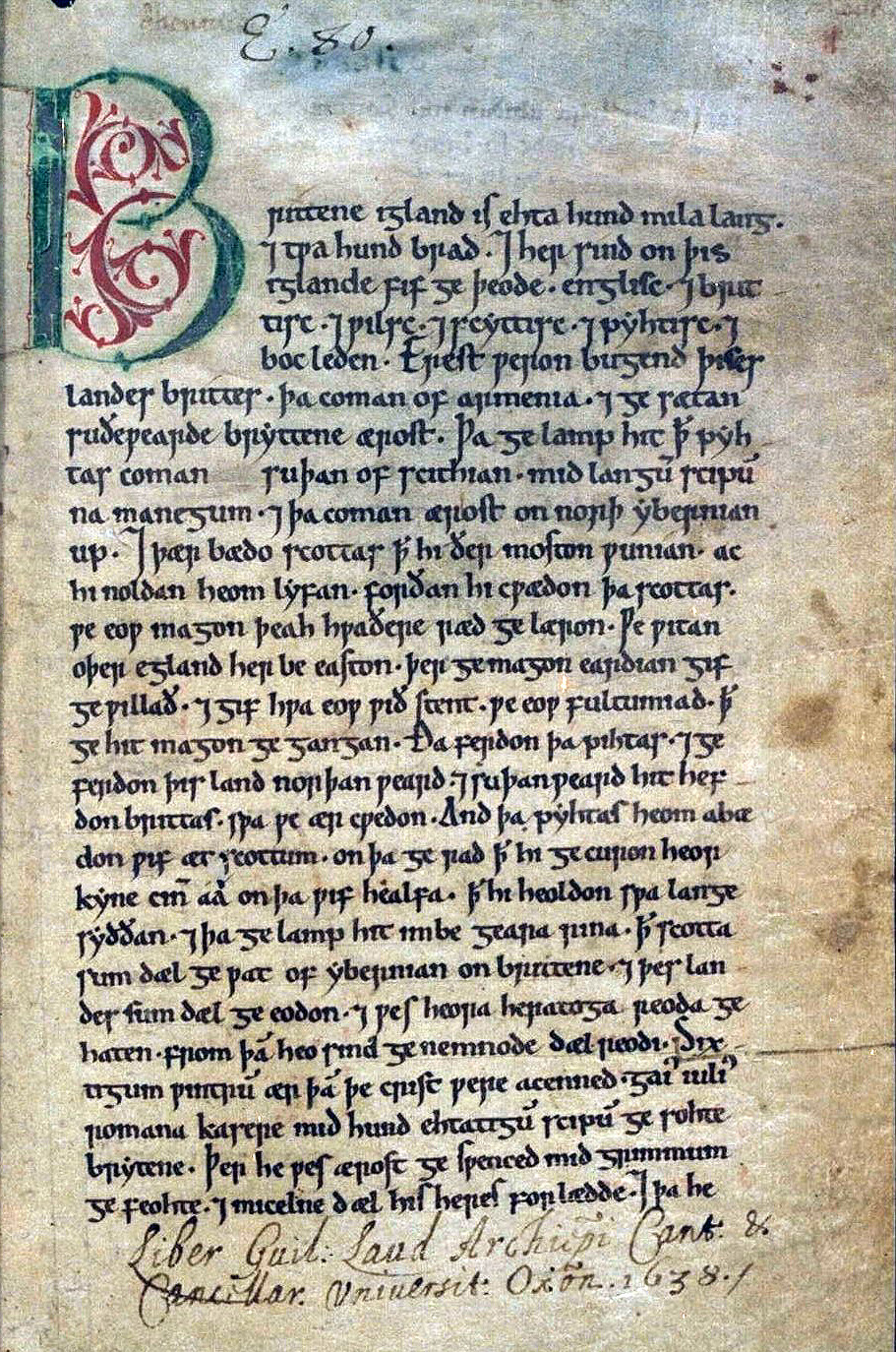
Primera página del elemento de Peterborough de la Crónica anglosajona, escrita alrededor de 1150, uno de los manuscritos que detalla los eventos de la guerra civil.

Gran parte de la historia moderna de esta guerra civil se basa en relatos de cronistas que vivieron a o alrededor de mediados del siglo XII, con un testimonio relativamente enriquecido del período. Los principales relatos de los cronistas tienen profusos sesgos regionales en la forma en que describían los eventos dispares. Varias de las principales crónicas provienen del sudoeste de Inglaterra, como la Gesta Stephani (Hechos de Esteban) y la Historia Novella (Nueva historia) de Guillermo de Malmesbury. En Normandía, Orderico Vital escribió su Historia eclesiástica —que abarca hasta 1141— y Roberto de Torigni elaboró un relato posterior del resto del período. Enrique de Huntingdon, quien vivía en el este de Inglaterra, produjo Historia Anglorum (Historia de Inglaterra), que proporciona una narración regional del conflicto. La Crónica anglosajona había llegado a su apogeo durante la guerra, pero es recordada por sus comentarios de las condiciones durante «la Anarquía», en particular su descripción de que «los hombres dijeron públicamente que Cristo y sus santos estaban dormidos». La mayoría de las crónicas tienen algún prejuicio a favor o en contra de las figuras políticas clave en el conflicto.
El uso del término «la «Anarquía» para referirse a esta guerra civil ha sido objeto de mucha discusión crítica. El término en sí se origina en el período victoriano tardío. Muchos historiadores de la época concibieron un proceso progresivo y universalista de desarrollo político y económico en Inglaterra durante el período medieval en cuestión. Siguiendo esta tradición whiggish, William Stubbs analizó los aspectos políticos del período en La historia constitucional de Inglaterra (1874). Esta obra destacó una aparente ruptura en el desarrollo del constitucionalismo inglés en los años 1140 e influyó en su alumno John Horace Round en la creación del término «la Anarquía» para nombrar a dicho período. Sin embargo, historiadores posteriores han criticaron dicha expresión luego del análisis de los registros financieros y otros documentos del período, los cuales sugieren que la ruptura de la ley y el orden durante el conflicto fue más matizada y localizada, a diferencia de lo que indican los reportes de los cronistas. Los estudios en los años 1990 reinterpretaron los esfuerzos de Enrique II en el período de reconstrucción de posguerra y propusieron un mayor nivel de continuidad en comparación con la administración de Esteban durante la guerra. La etiqueta de «la Anarquía» sigue en uso por historiadores modernos, pero rara vez sin reservas.

### Representaciones populares
Los años de guerra de la Anarquía han servido de inspiración ocasional en la ficción histórica. Esteban, Matilde y sus respectivos seguidores aparecen en la serie de detectives históricos de la novelista inglesa Ellis Peters sobre el personaje Hermano Cadfael, ambientada entre 1137 y 1145. La descripción de Peters sobre la guerra civil es una narración esencialmente local, centrada en la ciudad de Shrewsbury y sus alrededores. Peters describió a Matilde como «orgullosa» y «huraña», en contraste con Esteban, un «hombre tolerante» y un «gobernante razonable», a pesar de la ejecución de los defensores de Shrewsbury después de la toma de la ciudad en 1138. En contraste, la novela histórica Los pilares de la Tierra de Ken Follett y la adaptación televisiva homónima representan a Esteban como un villano confabulador. Aunque el libro comienza con el relato de Austin Lane Poole sobre el hundimiento del Barco Blanco para establecer la escena histórica de los eventos posteriores, Follett usó la guerra como un lugar para una historia sobre personalidades y cuestiones esencialmente modernas, una característica reproducida en adaptación épica de televisión.